# Universidades estaduais de São Paulo (estado)
As universidades estaduais de São Paulo que pertencem ao Estado de São Paulo são: a Universidade de São Paulo ou USP, fundada em 1934; a Faculdade de Medicina de Marília (Famema); a Universidade Estadual de Campinas (Unicamp); a Universidade Estadual Paulista Julio de Mesquita Filho (Unesp), a Faculdade de Medicina de São José do Rio Preto (Famerp); a Faculdade de Tecnologia do Estado de São Paulo (FATEC) e a Universidade Virtual do Estado de São Paulo (Univesp).
Desde o final do governo Orestes Quércia, após uma greve, elas gozam de autonomia financeira, tendo direito a uma parcela do ICMS (Imposto sobre Consumo de Mercadorias e Serviços) no valor de 9,57% do total arrecadado no Estado de São Paulo. Essa autonomia, permitindo às universidades gerir seu próprio orçamento, capacitou-as a um desenvolvimento intenso nesses últimos anos. Juntas, essas universidades são responsáveis por cerca de metade de toda a produção científica desenvolvida no Brasil.